# Hellade (thème)
Pour les articles homonymes, voir Hellas.
Le thème d'Hellade (en grec : θέμα Ἑλλάδος) est un thème byzantin du centre-sud de la Grèce, qui englobait des parties de la Grèce centrale, de la Thessalie et (jusque vers l'an 800) du Péloponnèse. Il a existé du début du VIIe siècle jusqu'à la fin du XIe siècle.

Le thème d'Hellade au Xe siècle.

## Histoire
Le terme Hellas est utilisé dès le VIe siècle pour désigner le centre et le Sud de la Grèce au sens administratif. Il est employé dans le Synekdèmos d'Hiéroclès pour désigner une province regroupant l'Eubée, la Béotie, l'Attique et le Péloponnèse. Au cours du VIIe siècle, la frontière de l'Empire sur le Danube est franchie par les Slaves qui s'établissent dans la péninsule balkanique dont la Grèce, et y forment des « sklavinies » (Склавинии, Σκλαβινίαι : petits duchés gouvernés par les knèzes),.
L'Empire, qui cherche avant tout à stopper les conquêtes musulmanes en Orient, n'est pas en mesure de s'opposer à la « descente des Slaves » et cherche plutôt à les vassaliser, christianiser et helléniser, tandis que les populations grecques et romanes se réfugient, les premières dans les îles et dans les « céphalies » (κεφαλίες) des cités fortifiées côtières,, et les secondes dans les « valachies » des montagnes (Βλαχίες) ou en Italie.
La création du thème de l'Hellade se situe entre 687 et 695, lors du premier règne de Justinien II (685-695 et 705-711), à la suite de la défaite de l'Empire à la bataille d'Ongal (680) qui ouvre le hinterland de la péninsule des Balkans aux Proto-Bulgares, lesquels fédèrent ensuite les Sklavinies à leur profit, adoptent la langue slavonne et y établissent le Premier Empire bulgare.
Bien que les sources contemporaines n'utilisent pas le terme de « thème » mais celui de strategía pour désigner l'Hellade avant le VIIIe siècle, il est presque certain que ce territoire constitue dès le départ une entité administrative similaire aux autres thèmes. Il couvre les terres de l'ancienne province d'Achaïe restées sous le contrôle impérial, qui perdure sur les côtes de la Thrace, de la Macédoine dont la Chalcidique, de la Thessalie, de la Phocide, de la Phthie, du Péloponnèse, de l'Acarnanie et de l'Épire, ainsi qu'en Béotie, en Attique et dans les îles grecques. L'étendue originelle du thème reste floue, mais il se situe entre les montagnes du Pinde, le Mont Olympe et la mer Égée, avec l'Eubée. Il est aussi possible que le thème comprenne l'est du Péloponnèse ainsi que certaines îles de la mer Égée comme Skyros et Kéa. La question de savoir si le chef-lieu du thème était Athènes ou bien Thèbes reste incertaine mais il paraît plus probable que ce soit Thèbes, siège du stratège au début du Xe siècle. Toutefois, à partir de la seconde moitié du Xe siècle, ce siège est transféré à Larissa.

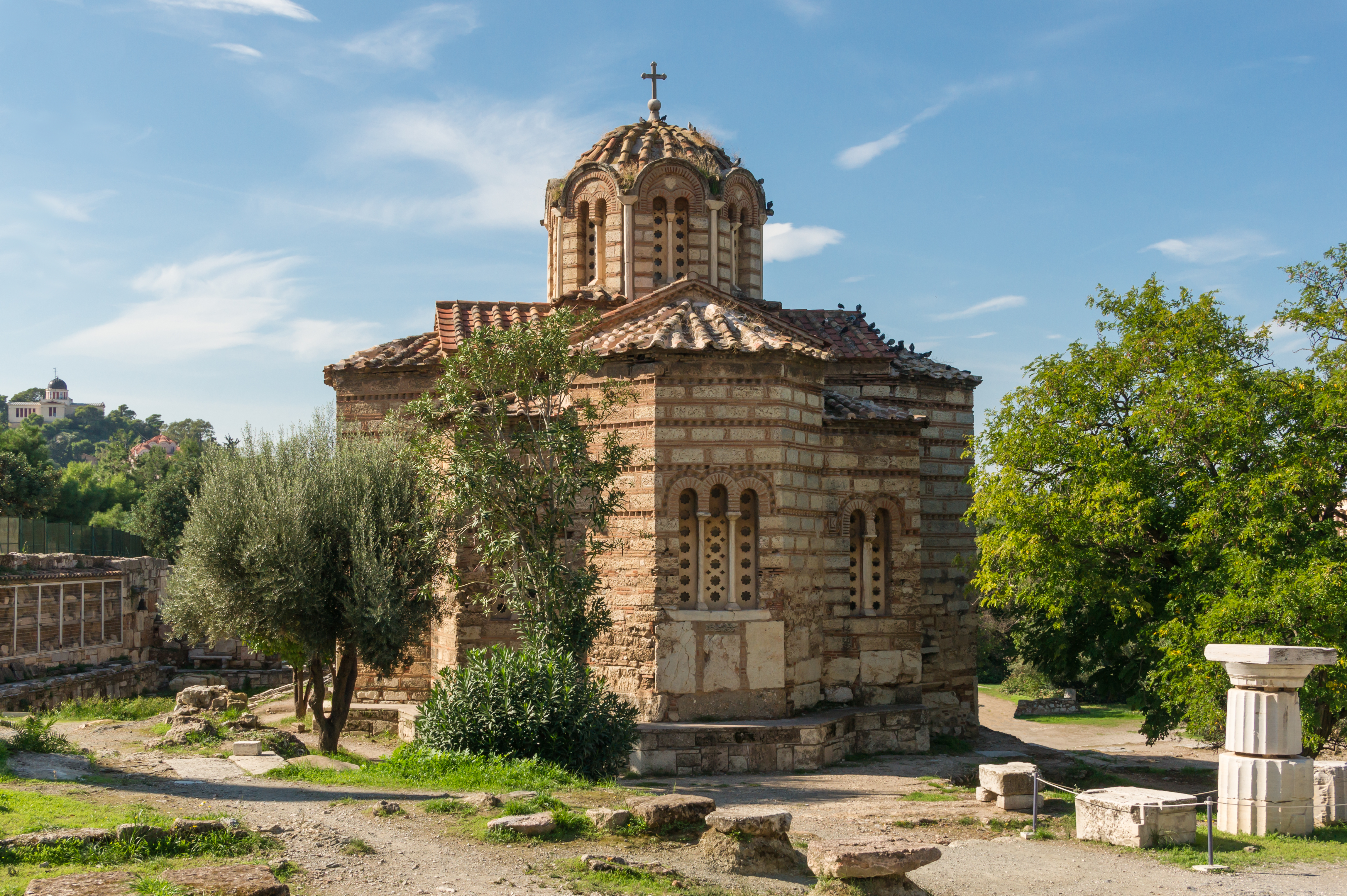
Église des Saints-Apôtres d'Athènes, construite à l'époque du thème de l'Hellade.

Étant donné l'étroitesse de son hinterland, le nombre de troupes terrestres reste plutôt faible tout le long de l'existence du thème, alors que les escadres navales locales sont puissantes. Pour étoffer garnisons et équipages, Justinien II y fait venir plusieurs milliers de Mardaïtes d'Anatolie, qui, sur la flotte de l'Hellade, contribuent à réprimer la révolte anti-iconoclaste de 726. Au cours du VIIIe siècle, l'autorité impériale regagne peu à peu du terrain dans l'intérieur des terres de la Grèce et du Sud des Balkans. Les Slaves sont christianisés et l'expédition contre ceux qui s'étaient ralliés à l'eunuque Stavrakios en 783 permet de restaurer et d'étendre de nouveau la souveraineté impériale dans la région, notamment dans l'intérieur du Péloponnèse et le nord de la Grèce. Finalement, ces évènements conduisent à la création d'un thème du Péloponnèse à partir des années 800.
Au IXe et au début du Xe siècle, l'Hellade subit des raids maritimes sarrasins notamment après la chute de la Crète entre leurs mains en 820. De plus, le thème fait face aux raids terrestres du tsar Siméon Ier de Bulgarie (893-927) qui touchent même le Péloponnèse. Néanmoins, à partir du la fin du IXe siècle, des signes montrent une prospérité croissante du thème et plus généralement de la Grèce, symbolisée par la fondation de nouvelles villes et l'établissement de nouvelles industries (dont l'industrie de la soie à Thèbes). Les menaces bulgares réapparaissent sous le règne de Samuel Ier qui occupe la Thessalie en 987 et lance plusieurs raids destructeurs en Grèce centrale et dans la Péloponnèse, jusqu'à sa défaite à la bataille du Sperchiós en 997. La région jouit ensuite d'une longue période de paix seulement interrompue par les raids du rebelle Pierre Dolianos en 1040-1041 et les attaques normandes infructueuses en Thessalie en 1082-1083.
Au cours des Xe et XIe siècles, l'Hellade est souvent gouvernée par le même stratège que celui du Péloponnèse, même si les deux thèmes sont distincts. Du fait de l'importance croissante de l'administration civile, les mêmes pratiques apparaissent aussi avec les protonotarioi, les préteurs et les kritai qui sont communs aux deux thèmes,. Au début du XIe siècle, il semble que la Thessalie est détachée du thème pour être rattachée à celui de Salonique jusqu'à au début du XIIe siècle. À la fin du XIe siècle, l'Hellade et le Péloponnèse passent sous la direction du « mégaduc », chef de la marine byzantine. Le territoire du thème de l'Hellade reste aux mains des Byzantins jusqu'au début du XIIIe siècle mais progressivement, les thèmes de l'Hellade et du Péloponnèse s'effacent pour laisser place à des juridictions plus petites : les horiá (χωριά « arrondissements » ruraux), les chartoularáta (χαρτουλαράτα « administrations » urbaines) et les epískepseis (επίσκεψεις « aires périurbaines »). Au XIIIe siècle ce territoire passe aux mains des « Latins » à la suite de la quatrième croisade avec la fondation du royaume de Thessalonique et du duché d'Athènes.

## Gouverneurs
Parmi les gouverneurs du thème figurent :
- Léonce, premier stratège attesté en 695, ancien stratège des Anatoliques sanctionné pour sa défaite à la bataille de Sébastopolis face au Califat omeyyade, il se révolte le jour même de sa nomination[19].
- Sklèros, en poste vers 805 sous le règne de Nicéphore Ier, il est chargé par celui-ci de pacifier le Péloponnèse alors en partie peuplé de Slaves insoumis (dont les Ézérites et les Mélinges). Une fois cette mission accomplie, il devient en plus gouverneur du Péloponnèse.
- Constantin Choirosphaktès : diplomate, il dirige les thème de l'Hellas et du Péloponnèse sous le règne d'Alexis Ier Comnène.
- Grégoire Kamatèros : il dirige les thèmes de l'Hellas et du Péloponnèse sous Alexis Ier Comnène.
- Michel Stryphnos : mégaduc, il dirige les thème de l'Hellas et du Péloponnèse entre la fin du XIIe siècle et le début du XIIIe siècle.